# 중국공정물리연구원
중국공정물리연구원(중국어: 中国工程物理研究院, CAEP, China Academy of Engineering Physics)은 중국의 핵무기 개발 연구소이다. 별명으로 구원(九院, Ninth Institute)이라고 불린다.

## 역사
1958년 10월, 베이징에 설립되었다. 이후에 칭하이성으로, 1970년에는 쓰촨성 몐양시로 이전했다.
SCMP에 따르면 중국 정부 연구기관인 중국공정물리연구원은 쓰촨(四川) 성의 핵무기 개발 기지에 "중국판 Z머신"을 수년 내 건설할 계획이다. 미국 샌디아 국립 연구소에 Z머신이 있다. 미국의 Z머신보다 22배나 많은 6,000J(줄·에너지 단위)의 에너지를 발생하도록 설계되었다.
2014년 11월 3일, 중국공정물리연구원(CAEP)은 드론을 5초면 격추할 수 있는 레이저 무기를 만들었다고 성명을 발표했다. 신무기의 사거리는 2 km이다. 현재까지 시험한 결과 100% 적중률을 보였다. 신무기는 최대 500ｍ 고도에서 초속 50ｍ까지 비행할 수 있는 드론 격추에 효과적이라고 CAEP는 소개했다. CAEP 산하 기업인 '중국 지우위엔 하이테크 장비'의 이진송 부장은 "소형 무인항공기인 드론이 상대적으로 저렴하고 사용하기 쉽기 때문에 테러범들이 선호하고 있다"며 "드론을 요격하는 것은 저격수나 헬기가 주로 담당하지만 성공률이 그다지 높지 않고 목표물을 놓치면 원치 않는 피해를 가져올수 있다"고 말했다. CAEP는 레이저 무기가 차량에 탑재할 수 있으며 최근 실험에서 100%의 명중률로 30대 이상의 드론을 격추했다고 주장했다.
CAEP가 2018년 초 당국에 제출한 자료에 따르면 중국은 2014년 9월부터 2017년 말까지 총 200여차례의 핵실험을 진행했다. 이는 미국의 핵실험 빈도보다 7배나 많은 것이다.

## 쓰촨성 지진
2008년  5월 12일, 오후 2시 28분(현지시간)에 2008년 쓰촨 대지진이 발생했다. 진도 8.0의 대지진으로, 사망자 약 69,000명, 부상자 약 374,000명, 행방불명자 약 18,000명, 재산피해자 누계 약 4,616만명, 붕괴된 가옥 약 216,000동의 피해를 야기했다.
2019년 6월 17일, 중국 쓰촨성(四川省) 이빈시 창닝현에서 규모 6.0 지진이 발생해 11명이 숨지고 122명이 다쳤다. 쓰촨성은 구원이 있는 지역이며, 진도 6.0은 핵실험 진도로 잘 알려져 있다.

## 같이 보기
- 덩자셴 - 중국 핵무기 개발의 아버지